# LGV Rhin-Rhône

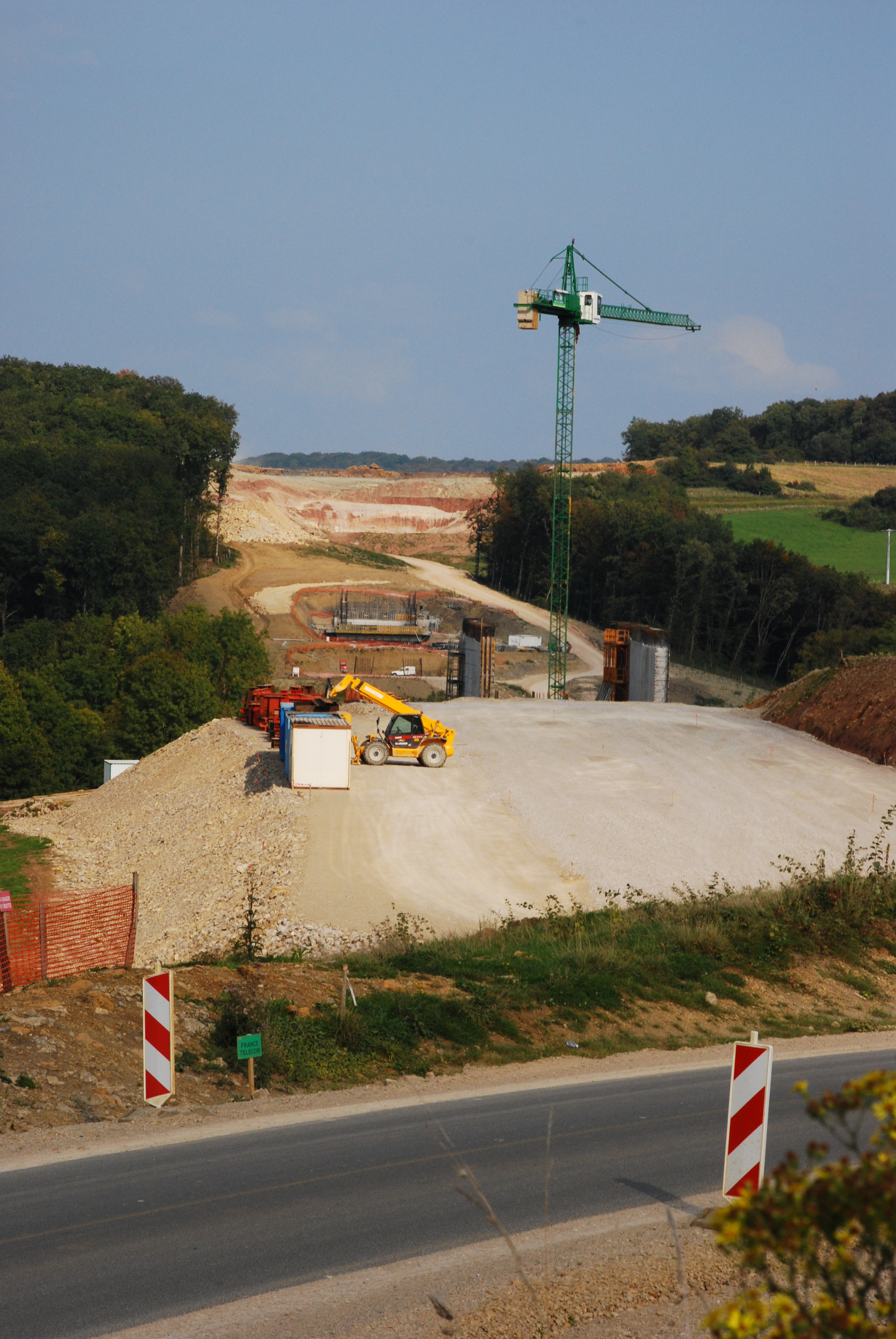
Construcció de la LGV a la zona de Alt Saona (setembre de 2007).

La LGV Rin-Roine (LGV Rhin-Rhône en francés) és una part de la xarxa francesa de ferrocarrils d'alta velocitat, TGV. La línia té una forma de "Y" el centre es troba en rodalia de Villers-les-Pots (a l'est de Dijon).

## Traçat
La LGV es pot dividir en tres  branques  tenint en compte la seva forma de "Y".
- La branca est , en construcció des de 2006 i amb finalització prevista per al 2011, discorre d'oest a est des de Villers-les-Pots (a l'est de Dijon) fins a Mülhausen (a prop del trifini francès-alemany-suïss).[1]
- La branca oest  discorrerà (segons el projecte preliminar) de sud-est a nord-oest des Villers-les-Pots fins a Turcey i possiblement s'estengui des d'allí fins concectar amb la LGV Sud-Est en rodalia de Montbard. Aquesta  branca  inclou un tram que travessa la ciutat de Dijon de manera subterrània.[2]
- La branca sud  discorrerà de nord a sud i tot i que no té encara aprovat el seu traçat definitiu possiblement s'estengui des Villers-les-Pots fins a Lió a través de Bourg-en-Bresse connectant amb la LGV Roine-Alps.[3]

## Beneficis
A grans trets la branca est de la LGV Rhin-Rhône és una línia en el cor d'Europa que ajudarà a vincular més profundament França amb Europa que progressivament s'està expandint cap a l'est. El projecte ha rebut el suport financer de Suïssa i ha estat reconegut per la Unió Europea com "vincle prioritari" pel que fa als transports europeus.
La branca est de la LGV Rhin-Rhône facilitarà els enllaços ferroviaris en dos eixos:
- Nord-sud: des Alemanya (Frankfurt), la Suïssa germànica (Basilea, Zúric) i l'est de França cap a la regió Roine-Alps, el  Migdia francès  (Provença, Llenguadoc-Rosselló, Migdia-Pirineus, Provença-Alps-Costa Blava) i Espanya (Barcelona).
- Est-oest: des de la Suïssa germànica i Mülhausen amb París i Lilla, permetent a més a més connexions amb Londres i Brussel·les.